# Сюрейя-плажи (станція)
40°55′37″ пн. ш. 29°07′27″ сх. д. / 40.926811167018° пн. ш. 29.124201987517° сх. д.
Сюрейя-плажи (тур. Süreyya Plajı) — залізнична станція, на лінії S-bahn Мармарай в анатолійській частині Стамбула, мікрорайон Яли, Малтепе.
Станція була введена в експлуатацію в 1966 році. 

Оновлена електрифікована станція знову введена в експлуатацію 29 травня 1969 

19 лютого 2013 року станцію було тимчасово закрито. 

перебудовано і введено в експлуатацію  12 березня 2019 року з рештою лінії Мармарай. 

Станція має дві колії з острівною платформою та одну експрес-колію з південного боку для швидкісних та міжміських поїздів. 

## Пересадки
- Автобуси: 4, 16D, 133T, E-9
- Мікроавтобус: Кадикьой - Пендік, Финдикли - Малтепе, Бостанджи - Пендік

## Сервіс
| Попередня станція    | Лінія | Лінія    | Лінія | Наступна станція |
| -------------------- | ----- | -------- | ----- | ---------------- |
| Ідеалтепе до Халкали |       | Мармарай |       | Малтепе до Гебзе |